# Dominik Čičak
Dominik Čičak (1997.) je hrvatski filmski, televizijski i kazališni glumac. Nakon što je diplomirao na East 15 Acting School u Londonu, svoju je prvu glavnu televizijsku ulogu ostvario u humorističnoj seriji "Vrata do Vrata". Imao je sporedne uloge u serijama "Ipcress File" i "Vreme Zla" te komediji "Happy New Year 2".

## Životopis
Rođen je 1997. godine u Zagrebu. Najveći dio osnovnog i srednjeg školovanja proveo je izvan Hrvatske, a pohađao je International Baccalaureate sistem školovanja i zato tečno govori hrvatski, engleski, njemački i slovenski jezik. Kroz mladost se bavio različitim sportovima poput hokeja na ledu, nogometa, kriketa i košarke.

## Karijera
Nakon što je završio studij glume na East 15 Acting School u Londonu, Dominik Čičak je dobio glavnu ulogu u humorističnoj seriji "Vrata do Vrata". Tamo je tumačio ulogu Borisa, zbunjenog, ali simpatičnog studenta koji je ludo zaljubljen u svoju susjedu Saru (Maja Mandžuka). Boris I njegov cimer Luka (glumi ga Uroš Jakovljević) stalno imaju problema sa upravnikom zgrade (Zoran Cvijanović). Sitcom je producirao Dejan Karaklajić, a režirao redateljski dvojac Marko Manojlović i Vlada Aleksić.
Nakon sporednih uloga u Jugoslovenki, Blago Nama i Dar Mar, Čičak je snimio povijesnu dramu "Vreme Zla". Ova TV serija od 12 epizoda smještena je između dva svjetska rata i prati događaje na Balkanu. Čičak tumači ulogu prevoditelja Schöllera, ulogu u kojoj je morao glumiti na njemačkom i na srpskom jeziku.
2021. Čičak je imao je gostujuću ulogu u ITV seriji Ipcress File. Ipcress File je britanski špijunski triler o hladnom ratu, smještena u 1963. Napisao ju je John Hodge, a režirao James Watkins.
2022. Čičak je započeo snimanje nove znanstveno-fantastične serije za NBC Studios pod nazivom "The Ark". Tim koji stoji iza njega: scenarist i producent “Dana nezavisnosti” Dean Devlin i njegov Electric Entertainment, kao i scenarist i producent Stargate SG-1 Jonathan Glassner.

## Filmografija

### Televizijske uloge
| Naslov           | Godina | Uloga                            | Produkcija                       | Redatelj                                                     | Ref   |
| San snova        | 2023.  | Leo                              | RTL Televizija                   | Goran Rukavina/Ivan Pavličić/Kristijan Milić/Stanislav Tomić |       |
| The Ark          | 2023.  | Harris Beckner                   | NBC Studios                      | Dean Devlin                                                  | [ 1 ] |
| The Ipcress File | 2022.  | CIA Man                          | ITV Studios                      | James Watkins                                                | [ 1 ] |
| Vreme Zla        | 2021.  | Translator Schöller              | Eye to Eye & United Media        | Ivan Živković                                                | [ 1 ] |
| Dar Mar          | 2021.  | Policajac                        | Nova TV                          | Daniel Kušan                                                 | [ 2 ] |
| Blago nama       | 2020.  | Klima Majstor                    | RTL Televizija                   | Goran Rukavina                                               | [ 1 ] |
| Jugoslovenka     | 2020.  | Lujo Lovrić                      | RTV Pink & Roman production      | Ljubo Lasić/Milan Konjević/Roman Majetić                     | [ 4 ] |
| Vrata do Vrata   | 2019.  | Boris (glavna uloga/120 epizoda) | Met Ro Productions, Superstar TV | Marko Manojlović/Vlada Aleksić/Dejan Karaklajić              | [ 5 ] |
| Horvatovi        | 2015.  | CIA Agent                        | RTL Televizija                   | Milivoj Puhlovski                                            | [ 4 ] |

### Filmske uloge
| Naslov                          | Godina | Uloga                        | Produkcija              | Redatelj                | Ref    |
| Što se bore misli moje          | 2022.  | British Consul Fontainebleau | Bombona                 | Milorad Milinković      | [ 10 ] |
| Carpe Diem                      | 2022.  | Ash                          | Blank_filmski inkubator | Filip Antonio Lizatović | [ 11 ] |
| Šťastný nový rok 2: Dobro došli | 2021.  | Željko                       | Netflix                 | Jakub Kroner            | [ 1 ]  |

### Sinkronizacija
| Godina | Naslov                           | Uloga                                         | Redatelj            | Produkcija                     |
| 2023.  | The Boss Baby: Christmas Special | Tippy Tappy Sloppy the Elf (Croatian Dubbing) | Tom McGrath         | DreamWorks Animation / Netflix |
| 2021.  | Tom i Jerry u New Yorku          | Jerry & various characters (Croatian Dubbing) | Darrell Van Citters | HBO Max                        |
| 2021.  | Corona Quake                     | British Newscaster                            | Vladimira Spindler  | MP Film Production             |
| 2017.  | The Wall                         | Paul                                          | Jeremy Mortimer     | East 15 Acting School          |
| 2016.  | Tesla                            | Voice over / Danilo                           | Luke Clarke         | Alchemist Theatre              |

## Vanjske poveznice
- Official website
- Dominik Čičak u internetskoj bazi filmova IMDb-u